# Interlands Benins voetbalelftal 2010-2019
Deze pagina toont een chronologisch en gedetailleerd overzicht van de interlands die het Benins voetbalelftal speelt en heeft gespeeld in de periode 2010 – 2019. Benin speelt in vergelijking met andere Afrikaanse nationaal elftallen weinig interlands per jaar, maar behoort thans wel tot de hoger ingeschaalde landen op de FIFA-wereldranglijst. In dit decennium nam Benin vooralsnog deel aan één editie van het Afrikaans kampioenschap voetbal. In mei 2016 werd Benin kortstondig geschorst door de FIFA en verboden elke vorm van interlandvoetbal te spelen; een maand later werd de schorsing beëindigd nadat de nationale voetbalbond interne verkiezingen had georganiseerd.

## Interlands

### 2010
|                                                                |                        |       |       |                                                 |
| 6 januari Vriendschappelijk № 220 «onderlinge duels» 18:00 uur | Benin                  | 1 – 0 | Libië | Stade de l'Amitié, Cotonou Toeschouwers: 15.000 |
| 6 januari Vriendschappelijk № 220 «onderlinge duels» 18:00 uur | Stéphane Sessègnon 19' |       |       | Stade de l'Amitié, Cotonou Toeschouwers: 15.000 |

| Afrikaans kampioenschap voetbal 2010 |
| ------------------------------------ |

|                                                                               |                   |       |                                                  | |
| 12 januari Afrikaans kampioenschap Groep C № 221 «onderlinge duels» 19:30 uur | Mozambique        | 2 – 2 | Benin                                            | Estádio Nacional de Ombaka, Benguela Toeschouwers: 15.000 Scheidsrechter: Khalid Abdel Rahman (SUD) |
| 12 januari Afrikaans kampioenschap Groep C № 221 «onderlinge duels» 19:30 uur | Miró 30' Fumo 55' |       | 15' (pen.) Razak Omotoyossi 21' (o.g) Dário Khan | Estádio Nacional de Ombaka, Benguela Toeschouwers: 15.000 Scheidsrechter: Khalid Abdel Rahman (SUD) |

|                                                                               |                             |       |       |                                                                                               |
| 16 januari Afrikaans kampioenschap Groep C № 222 «onderlinge duels» 17:00 uur | Nigeria                     | 1 – 0 | Benin | Estádio Nacional de Ombaka, Benguela Toeschouwers: 8.000 Scheidsrechter: Helder Martins (ANG) |
| 16 januari Afrikaans kampioenschap Groep C № 222 «onderlinge duels» 17:00 uur | Yakubu Aiyegbeni 42' (pen.) |       |       | Estádio Nacional de Ombaka, Benguela Toeschouwers: 8.000 Scheidsrechter: Helder Martins (ANG) |

|                                                                               |                                       |       |       |                                                                                                |
| 20 januari Afrikaans kampioenschap Groep C № 223 «onderlinge duels» 19:30 uur | Egypte                                | 2 – 0 | Benin | Estádio Nacional de Ombaka, Benguela Toeschouwers: 12.500 Scheidsrechter: Daniel Bennett (RSA) |
| 20 januari Afrikaans kampioenschap Groep C № 223 «onderlinge duels» 19:30 uur | Ahmed Al-Muhammadi 7' Emad Moteab 23' |       |       | Estádio Nacional de Ombaka, Benguela Toeschouwers: 12.500 Scheidsrechter: Daniel Bennett (RSA) |

|  |  |  |  |  |  |  |  |  |

|                                                                  |       |       |       |                                      |
| 11 augustus Vriendschappelijk № 224 «onderlinge duels» 16:00 uur | Benin | 0 – 0 | Niger | Estádio Nacional de Ombaka, Benguela |
| 11 augustus Vriendschappelijk № 224 «onderlinge duels» 16:00 uur |       |       |       | Estádio Nacional de Ombaka, Benguela |

|                                                                             |                 |       |                      |                                                                                      |
| 5 september Kwalificatie AK 2012 Groep H № 225 «onderlinge duels» 16:00 uur | Benin           | 1 – 1 | Burundi              | Stade de l'Amitié, Cotonou Toeschouwers: 18.000 Scheidsrechter: Daniel Bennett (RSA) |
| 5 september Kwalificatie AK 2012 Groep H № 225 «onderlinge duels» 16:00 uur | Mickaël Poté 6' |       | 86' Didier Kavumbagu | Stade de l'Amitié, Cotonou Toeschouwers: 18.000 Scheidsrechter: Daniel Bennett (RSA) |

|                                                                           |        |                                                                  |       |                                                              |
| 9 oktober Kwalificatie AK 2012 Groep H № 226 «onderlinge duels» 15:30 uur | Rwanda | 0 – 3                                                            | Benin | Amahorostadion, Kigali Scheidsrechter: Djamel Haimoudi (ALG) |
| 9 oktober Kwalificatie AK 2012 Groep H № 226 «onderlinge duels» 15:30 uur |        | 68' Séïdath Tchomogo 81' Razak Omotoyossi 88' Stéphane Sessègnon |       | Amahorostadion, Kigali Scheidsrechter: Djamel Haimoudi (ALG) |

### 2011
|                                                                 |                                                             |       |                                        |                         |
| 9 februari Vriendschappelijk № 227 «onderlinge duels» 18:30 uur | Libië                                                       | 3 – 2 | Benin                                  | 11 Junistadion, Tripoli |
| 9 februari Vriendschappelijk № 227 «onderlinge duels» 18:30 uur | Ahmed Mahmoud Al-Zuway Abdallah Al-Sharif Ahmed Sa'ad Osman |       | 3' Nouhoum Kobéna 28' Razak Omotoyossi | 11 Junistadion, Tripoli |

|                                                                          |                                     |       |                      |                                                                  |
| 27 maart Kwalificatie AK 2012 Groep H № 228 «onderlinge duels» 19:30 uur | Ivoorkust                           | 2 – 1 | Benin                | Accrastadion, Accra Scheidsrechter: Fredrick Kayindi-Ngobi (UGA) |
| 27 maart Kwalificatie AK 2012 Groep H № 228 «onderlinge duels» 19:30 uur | Didier Drogba 45' Didier Drogba 75' |       | 13' Seidath Tchomogo | Accrastadion, Accra Scheidsrechter: Fredrick Kayindi-Ngobi (UGA) |

|                                                                        |                                               |       | |                                                                                       |
| 5 juni Kwalificatie AK 2012 Groep H № 229 «onderlinge duels» 16:00 uur | Benin                                         | 2 – 6 | Ivoorkust                                                                                           | Stade de l'Amitié, Cotonou Toeschouwers: 35.000 Scheidsrechter: Mohamed Benouza (ALG) |
| 5 juni Kwalificatie AK 2012 Groep H № 229 «onderlinge duels» 16:00 uur | Stéphane Sessègnon 55' Stéphane Sessègnon 60' |       | 13' Didier Ya Konan 21' Didier Drogba 30' Gervinho 73' Didier Drogba 79' Gervinho 86' Wilfried Bony | Stade de l'Amitié, Cotonou Toeschouwers: 35.000 Scheidsrechter: Mohamed Benouza (ALG) |

|                                                                             |                 |       |                 |                                                                             |
| 4 september Kwalificatie AK 2012 Groep H № 230 «onderlinge duels» 15:30 uur | Burundi         | 1 – 1 | Benin           | Louis Rwagasorestadion, Bujumbura Scheidsrechter: Khalid Abdel Rahman (SUD) |
| 4 september Kwalificatie AK 2012 Groep H № 230 «onderlinge duels» 15:30 uur | Faty Papy 90+2' |       | 55' Guy Akpagba | Louis Rwagasorestadion, Bujumbura Scheidsrechter: Khalid Abdel Rahman (SUD) |

|                                                                           |       |                 |        |                                                                                    |
| 9 oktober Kwalificatie AK 2012 Groep H № 231 «onderlinge duels» 15:00 uur | Benin | 0 – 1           | Rwanda | Stade de l'Amitié, Cotonou Toeschouwers: 5.000 Scheidsrechter: Kokou Djaoupé (TOG) |
| 9 oktober Kwalificatie AK 2012 Groep H № 231 «onderlinge duels» 15:00 uur |       | 5' Medie Kagere |        | Stade de l'Amitié, Cotonou Toeschouwers: 5.000 Scheidsrechter: Kokou Djaoupé (TOG) |

### 2012
|                                                                                  |          |       |       |                                                                                            |
| 29 februari Kwalificatie AK 2013 Eerste ronde № 232 «onderlinge duels» 15:00 uur | Ethiopië | 0 – 0 | Benin | Addis Abebastadion, Addis Abeba Toeschouwers: 35.000 Scheidsrechter: Sylvester Kirwa (KEN) |
| 29 februari Kwalificatie AK 2013 Eerste ronde № 232 «onderlinge duels» 15:00 uur |          |       |       | Addis Abebastadion, Addis Abeba Toeschouwers: 35.000 Scheidsrechter: Sylvester Kirwa (KEN) |

|                                                             |                                           |       |                                   |                                                                  |
| 26 mei Vriendschappelijk № 233 «onderlinge duels» 19:00 uur | Burkina Faso                              | 2 – 2 | Benin                             | Stade du 4 Août, Ouagadougou Scheidsrechter: Tangba Kambou (CIV) |
| 26 mei Vriendschappelijk № 233 «onderlinge duels» 19:00 uur | Préjuce Nakoulma 41' Préjuce Nakoulma 63' |       | 51' David Djigla 58' Mickaël Poté | Stade du 4 Août, Ouagadougou Scheidsrechter: Tangba Kambou (CIV) |

|                                                                        |                      |       |      |                                                                                     |
| 3 juni Kwalificatie WK 2014 Groep H № 234 «onderlinge duels» 16:00 uur | Benin                | 1 – 0 | Mali | Stade de l'Amitié, Cotonou Toeschouwers: 20.000 Scheidsrechter: Janny Sikazwe (ZAM) |
| 3 juni Kwalificatie WK 2014 Groep H № 234 «onderlinge duels» 16:00 uur | Razak Omotoyossi 18' |       |      | Stade de l'Amitié, Cotonou Toeschouwers: 20.000 Scheidsrechter: Janny Sikazwe (ZAM) |

|                                                                         |                   |       |                      |                                                                                  |
| 10 juni Kwalificatie WK 2014 Groep H № 235 «onderlinge duels» 15:30 uur | Rwanda            | 1 – 1 | Benin                | Amahorostadion, Kigali Toeschouwers: 15.000 Scheidsrechter: Bamlak Tessema (ETH) |
| 10 juni Kwalificatie WK 2014 Groep H № 235 «onderlinge duels» 15:30 uur | Labama Bokota 86' |       | 74' Razak Omotoyossi | Amahorostadion, Kigali Toeschouwers: 15.000 Scheidsrechter: Bamlak Tessema (ETH) |

|                                                                              |                  |       |                 |                                                                                      |
| 17 juni Kwalificatie AK 2013 Eerste ronde № 236 «onderlinge duels» 16:00 uur | Benin            | 1 – 1 | Ethiopië        | Stade de l'Amitié, Cotonou Toeschouwers: 23.000 Scheidsrechter: Bakary Gassama (GAM) |
| 17 juni Kwalificatie AK 2013 Eerste ronde № 236 «onderlinge duels» 16:00 uur | Mickaël Poté 19' |       | 44' Adane Girma | Stade de l'Amitié, Cotonou Toeschouwers: 23.000 Scheidsrechter: Bakary Gassama (GAM) |

|                                                                  |                                         |       |       |                         |
| 19 december Vriendschappelijk № 237 «onderlinge duels» 14:15 uur | Oman                                    | 2 – 0 | Benin | Sur Sports Complex, Sur |
| 19 december Vriendschappelijk № 237 «onderlinge duels» 14:15 uur | Juma Darwish 5' Younis Al-Mushaifri 85' |       |       | Sur Sports Complex, Sur |

### 2013
|                                                                          |                                                            |       |                  |                                                                                                  |
| 26 maart Kwalificatie WK 2014 Groep H № 238 «onderlinge duels» 19:30 uur | Algerije                                                   | 3 – 1 | Benin            | Stade Mustapha Tchaker, Blida Toeschouwers: 32.000 Scheidsrechter: Rajindraparsad Seechurn (MRI) |
| 26 maart Kwalificatie WK 2014 Groep H № 238 «onderlinge duels» 19:30 uur | Sofiane Féghouli 10' Saphir Taïder 59' Islam Slimani 90+2' |       | 26' Rudy Gestede | Stade Mustapha Tchaker, Blida Toeschouwers: 32.000 Scheidsrechter: Rajindraparsad Seechurn (MRI) |

|                                                                        |                  |       |                                                      |                                                                                           |
| 9 juni Kwalificatie WK 2014 Groep H № 239 «onderlinge duels» 16:00 uur | Benin            | 1 – 3 | Algerije                                             | Stade Charles de Gaulle, Porto-Novo Toeschouwers: 8.000 Scheidsrechter: Sidi Alioum (CMR) |
| 9 juni Kwalificatie WK 2014 Groep H № 239 «onderlinge duels» 16:00 uur | Rudy Gestede 31' |       | 38' Islam Slimani 42' Islam Slimani 78' Nabil Ghilas | Stade Charles de Gaulle, Porto-Novo Toeschouwers: 8.000 Scheidsrechter: Sidi Alioum (CMR) |

|                                                                         |                                                 |       |                                            |                                                                                        |
| 16 juni Kwalificatie WK 2014 Groep H № 240 «onderlinge duels» 18:00 uur | Mali                                            | 2 – 2 | Benin                                      | Stade du 26 mars, Bamako Toeschouwers: 30.000 Scheidsrechter: Bouchaïb El Ahrach (MAR) |
| 16 juni Kwalificatie WK 2014 Groep H № 240 «onderlinge duels» 18:00 uur | Mahamadou Samassa 15' (pen.) Cheick Diabaté 69' |       | 8' Stéphane Sessègnon 32' Razak Omotoyossi | Stade du 26 mars, Bamako Toeschouwers: 30.000 Scheidsrechter: Bouchaïb El Ahrach (MAR) |

|                                                                             |                                       |       |        |                                                                                                   |
| 8 september Kwalificatie WK 2014 Groep H № 241 «onderlinge duels» 16:00 uur | Benin                                 | 2 – 0 | Rwanda | Stade Charles de Gaulle, Porto-Novo Toeschouwers: 16.872 Scheidsrechter: Aboubacar Bangoura (GUI) |
| 8 september Kwalificatie WK 2014 Groep H № 241 «onderlinge duels» 16:00 uur | Mickaël Poté 36' Bello Babatounde 53' |       |        | Stade Charles de Gaulle, Porto-Novo Toeschouwers: 16.872 Scheidsrechter: Aboubacar Bangoura (GUI) |

|                                                                  |                            |       |       |                                   |
| 17 november Vriendschappelijk № 242 «onderlinge duels» 16:00 uur | Libië                      | 1 – 0 | Benin | Stade Olympique de Sousse, Sousse |
| 17 november Vriendschappelijk № 242 «onderlinge duels» 16:00 uur | Faisal Al-Badri 14' (pen.) |       |       | Stade Olympique de Sousse, Sousse |

### 2014
|                                                                             |                      |                                                      |       |                                                                            |
| 17 mei Kwalificatie AK 2015 Eerste ronde № 243 «onderlinge duels» 15:00 uur | Sao Tomé en Principe | 0 – 2                                                | Benin | Estádio Nacional 12 de Julho, Sao Tomé Scheidsrechter: Mal Mohamadou (CMR) |
| 17 mei Kwalificatie AK 2015 Eerste ronde № 243 «onderlinge duels» 15:00 uur |                      | 82' Stéphane Sessègnon 88' (pen.) Stéphane Sessègnon |       | Estádio Nacional 12 de Julho, Sao Tomé Scheidsrechter: Mal Mohamadou (CMR) |

|                                                                             |                                               |       |                      |                                                              |
| 1 juni Kwalificatie AK 2015 Eerste ronde № 244 «onderlinge duels» 16:00 uur | Benin                                         | 2 – 0 | Sao Tomé en Principe | Stade de l'Amitié, Cotonou Scheidsrechter: Sekou Touré (GUI) |
| 1 juni Kwalificatie AK 2015 Eerste ronde № 244 «onderlinge duels» 16:00 uur | Frédéric Gounongbé 28' Stéphane Sessègnon 71' |       |                      | Stade de l'Amitié, Cotonou Scheidsrechter: Sekou Touré (GUI) |

|                                                                              |                        |       |        |                                                                   |
| 20 juli Kwalificatie AK 2015 Tweede ronde № 245 «onderlinge duels» 16:00 uur | Benin                  | 1 – 0 | Malawi | Stade de l'Amitié, Cotonou Scheidsrechter: Youssef Essrayri (TUN) |
| 20 juli Kwalificatie AK 2015 Tweede ronde № 245 «onderlinge duels» 16:00 uur | Stéphane Sessègnon 18' |       |        | Stade de l'Amitié, Cotonou Scheidsrechter: Youssef Essrayri (TUN) |

|                                                                                 |                                                               |       |                                                                         |                                                             |
| 2 augustus Kwalificatie AK 2015 Tweede ronde № 246 «onderlinge duels» 15:30 uur | Malawi                                                        | 1 – 0 | Benin                                                                   | Kamuzustadion, Blantyre Scheidsrechter: Janny Sikazwe (ZAM) |
| 2 augustus Kwalificatie AK 2015 Tweede ronde № 246 «onderlinge duels» 15:30 uur | John Banda 15'                                                |       |                                                                         | Kamuzustadion, Blantyre Scheidsrechter: Janny Sikazwe (ZAM) |
| 2 augustus Kwalificatie AK 2015 Tweede ronde № 246 «onderlinge duels» 15:30 uur | Strafschoppen                                                 |       |                                                                         | Kamuzustadion, Blantyre Scheidsrechter: Janny Sikazwe (ZAM) |
| 2 augustus Kwalificatie AK 2015 Tweede ronde № 246 «onderlinge duels» 15:30 uur | Joseph Kamwendo Chiukepo Msowoya Limbikani Mzava Lucky Malata | 4 – 3 | Stéphane Sessègnon Séïbou Mama Pascal Angan Séïdou Barazé Khaled Adenon | Kamuzustadion, Blantyre Scheidsrechter: Janny Sikazwe (ZAM) |

|                                                                 |                                                                            |       |                        |                                      |
| 12 oktober Vriendschappelijk № 247 «onderlinge duels» 17:00 uur | Tanzania                                                                   | 4 – 1 | Benin                  | Benjamin Mkapastadion, Dar es Salaam |
| 12 oktober Vriendschappelijk № 247 «onderlinge duels» 17:00 uur | Nadir Haroub 17' Amri Kiemba 40' Thomas Ulimwengu 49' Juma Ally Luizio 71' |       | 90' Abdel Fadel Suanon | Benjamin Mkapastadion, Dar es Salaam |

|                                                                  | |       |                  |                     |
| 13 november Vriendschappelijk № 248 «onderlinge duels» 19:00 uur | Marokko | 6 – 1 | Benin            | Stade Adrar, Agadir |
| 13 november Vriendschappelijk № 248 «onderlinge duels» 19:00 uur | Nordin Amrabat 7' Abderrazak Hamdallah 28' Omar El Kaddouri 31' Ayoub El Khaliqi 60' Abderrazak Hamdallah 81' Marouane Chamakh 90' |       | 45' Rudy Gestede | Stade Adrar, Agadir |

### 2015
|                                                                         |                    |       |                        |                                                          |
| 14 juni Kwalificatie AK 2017 Groep C № 249 «onderlinge duels» 16:00 uur | Equatoriaal-Guinea | 1 – 1 | Benin                  | Estadio de Bata, Bata Scheidsrechter: Victor Gomes (RSA) |
| 14 juni Kwalificatie AK 2017 Groep C № 249 «onderlinge duels» 16:00 uur | Emilio N'Sue 49'   |       | 44' Stéphane Sessègnon | Estadio de Bata, Bata Scheidsrechter: Victor Gomes (RSA) |

|                                                                             |                        |       |                     |                                                                |
| 6 september Kwalificatie AK 2017 Groep C № 250 «onderlinge duels» 16:00 uur | Benin                  | 1 – 1 | Mali                | Estadio de Bata, Bata Scheidsrechter: Eric Otogo-Castane (GAB) |
| 6 september Kwalificatie AK 2017 Groep C № 250 «onderlinge duels» 16:00 uur | Stéphane Sessègnon 33' |       | 19' Abdoulaye Diaby | Estadio de Bata, Bata Scheidsrechter: Eric Otogo-Castane (GAB) |

|                                                                 |                                       |       |                    |                                            |
| 13 oktober Vriendschappelijk № 251 «onderlinge duels» 16:00 uur | Congo-Brazzaville                     | 2 – 1 | Benin              | Stade Alphonse Massemba-Débat, Brazzaville |
| 13 oktober Vriendschappelijk № 251 «onderlinge duels» 16:00 uur | Thievy Bifouma 20' Thievy Bifouma 89' |       | 78' Jacques Bessan | Stade Alphonse Massemba-Débat, Brazzaville |

|                                                                                  |                                                    |       |                      |                                                                                          |
| 12 november Kwalificatie WK 2018 Tweede ronde № 252 «onderlinge duels» 15:00 uur | Benin                                              | 2 – 1 | Burkina Faso         | Stade de l'Amitié, Cotonou Toeschouwers: 17.000 Scheidsrechter: Bouchaïb El Ahrach (MAR) |
| 12 november Kwalificatie WK 2018 Tweede ronde № 252 «onderlinge duels» 15:00 uur | Stéphane Sessègnon 45' (pen.) Bello Babatounde 85' |       | 51' Préjuce Nakoulma | Stade de l'Amitié, Cotonou Toeschouwers: 17.000 Scheidsrechter: Bouchaïb El Ahrach (MAR) |

|                                                                                  |                                                  |       |       |                                                                                           |
| 17 november Kwalificatie WK 2018 Tweede ronde № 253 «onderlinge duels» 18:00 uur | Burkina Faso                                     | 2 – 0 | Benin | Stade du 4 Août, Ouagadougou Toeschouwers: 21.212 Scheidsrechter: Mehdi Abid Charef (ALG) |
| 17 november Kwalificatie WK 2018 Tweede ronde № 253 «onderlinge duels» 18:00 uur | Jonathan Pitroipa 18' (pen.) Bertrand Traoré 71' |       |       | Stade du 4 Août, Ouagadougou Toeschouwers: 21.212 Scheidsrechter: Mehdi Abid Charef (ALG) |

### 2016
|                                                                          |                    |       |                                         |                                                                |
| 23 maart Kwalificatie AK 2017 Groep C № 254 «onderlinge duels» 15:30 uur | Zuid-Soedan        | 1 – 2 | Benin                                   | Djoebastadion, Djoeba Scheidsrechter: Thierry Nkurunziza (BDI) |
| 23 maart Kwalificatie AK 2017 Groep C № 254 «onderlinge duels» 15:30 uur | Sebit Martinez 88' |       | 11' Frédéric Gounongbe 73' Steve Mounié | Djoebastadion, Djoeba Scheidsrechter: Thierry Nkurunziza (BDI) |

|                                                                          |                                                                                 |       |               |                                                                      |
| 27 maart Kwalificatie AK 2017 Groep C № 255 «onderlinge duels» 16:00 uur | Benin                                                                           | 4 – 1 | Zuid-Soedan   | Stade de l'Amitié, Cotonou Scheidsrechter: Lemghaifry Ould Ali (MTN) |
| 27 maart Kwalificatie AK 2017 Groep C № 255 «onderlinge duels» 16:00 uur | Stéphane Sessègnon 23' Mickaël Poté 37' Jodel Dossou 71' Stéphane Sessègnon 89' |       | 84' Atak Tong | Stade de l'Amitié, Cotonou Scheidsrechter: Lemghaifry Ould Ali (MTN) |

|                                                                         |                                    |       |                    |                                                                 |
| 12 juni Kwalificatie AK 2017 Groep C № 256 «onderlinge duels» 16:00 uur | Benin                              | 2 – 1 | Equatoriaal-Guinea | Stade de l'Amitié, Cotonou Scheidsrechter: Bakary Gassama (GAM) |
| 12 juni Kwalificatie AK 2017 Groep C № 256 «onderlinge duels» 16:00 uur | Khaled Adenon 24' David Djigla 59' |       | 57' Iván Zarandona | Stade de l'Amitié, Cotonou Scheidsrechter: Bakary Gassama (GAM) |

|                                                                             |                                                                                               |       |                                               |                                                             |
| 4 september Kwalificatie AK 2017 Groep C № 257 «onderlinge duels» 17:30 uur | Mali                                                                                          | 5 – 2 | Benin                                         | Stade du 26 mars, Bamako Scheidsrechter: Gehad Grisha (EGY) |
| 4 september Kwalificatie AK 2017 Groep C № 257 «onderlinge duels» 17:30 uur | Sambou Yatabaré 20' Abdoulaye Diaby 36' Moussa Marega 39' Adama Traoré 65' Moussa Doumbia 80' |       | 40' Frédéric Gounongbe 90' Stéphane Sessègnon | Stade du 26 mars, Bamako Scheidsrechter: Gehad Grisha (EGY) |

### 2017
|                                                               |                                 |       |       |                               |
| 24 maart Vriendschappelijk № 258 «onderlinge duels» 20:30 uur | Mauritanië                      | 1 – 0 | Benin | Olympisch stadion, Nouakchott |
| 24 maart Vriendschappelijk № 258 «onderlinge duels» 20:30 uur | Cheikh Moulaye Ahmed 89' (pen.) |       |       | Olympisch stadion, Nouakchott |

|                                                             |                          |       |                      |                                                                            |
| 25 mei Vriendschappelijk № 259 «onderlinge duels» 16:30 uur | Ghana                    | 1 – 1 | Benin                | Accrastadion, Accra Toeschouwers: 1.000 Scheidsrechter: Prosper Adii (GHA) |
| 25 mei Vriendschappelijk № 259 «onderlinge duels» 16:30 uur | Mohammed Awal 44' (pen.) |       | 20' Ibrahim Ogoulola | Accrastadion, Accra Toeschouwers: 1.000 Scheidsrechter: Prosper Adii (GHA) |

|                                                             |                  |       |                 |                                                                    |
| 31 mei Vriendschappelijk № 260 «onderlinge duels» 20:30 uur | Ivoorkust        | 1 – 1 | Benin           | Stade Robert Champroux, Abidjan Scheidsrechter: Kouassi Biro (CIV) |
| 31 mei Vriendschappelijk № 260 «onderlinge duels» 20:30 uur | Inza Diabaté 69' |       | 80' Nabil Yarou | Stade Robert Champroux, Abidjan Scheidsrechter: Kouassi Biro (CIV) |

|                                                                         |                        |       |        |                                                                |
| 11 juni Kwalificatie AK 2019 Groep D № 261 «onderlinge duels» 16:00 uur | Benin                  | 1 – 0 | Gambia | Stade de l'Amitié, Cotonou Scheidsrechter: Boubou Traoré (MLI) |
| 11 juni Kwalificatie AK 2019 Groep D № 261 «onderlinge duels» 16:00 uur | Stéphane Sessègnon 54' |       |        | Stade de l'Amitié, Cotonou Scheidsrechter: Boubou Traoré (MLI) |

|                                                                   |                     |       |                     |                                                                         |
| 16 juli Kwalificatie CHAN 2018 № 262 «onderlinge duels» 15:00 uur | Togo                | 1 – 1 | Benin               | Stade de Kégué, Lomé Scheidsrechter: Abdoulaye Rhissa Almoustapha (NIG) |
| 16 juli Kwalificatie CHAN 2018 № 262 «onderlinge duels» 15:00 uur | Koidjou Sewonou 47' |       | 43' Marcelin Koukpo | Stade de Kégué, Lomé Scheidsrechter: Abdoulaye Rhissa Almoustapha (NIG) |

|                                                                   |                 |       |                    |                                                                 |
| 23 juli Kwalificatie CHAN 2018 № 263 «onderlinge duels» 16:00 uur | Benin           | 1 – 1 | Togo               | Stade de l'Amitié, Cotonou Scheidsrechter: William Agbovi (GHA) |
| 23 juli Kwalificatie CHAN 2018 № 263 «onderlinge duels» 16:00 uur | Waris Aboki 52' |       | 73' Koidjo Sewonou | Stade de l'Amitié, Cotonou Scheidsrechter: William Agbovi (GHA) |
| 23 juli Kwalificatie CHAN 2018 № 263 «onderlinge duels» 16:00 uur | Strafschoppen   |       |                    | Stade de l'Amitié, Cotonou Scheidsrechter: William Agbovi (GHA) |
| 23 juli Kwalificatie CHAN 2018 № 263 «onderlinge duels» 16:00 uur | 8 – 7           |       |                    | Stade de l'Amitié, Cotonou Scheidsrechter: William Agbovi (GHA) |

|                                                                       |                        |       |         |                                                                   |
| 13 augustus Kwalificatie CHAN 2018 № 264 «onderlinge duels» 16:00 uur | Benin                  | 1 – 0 | Nigeria | Stade de l'Amitié, Cotonou Scheidsrechter: Mustapha Ghorbal (ALG) |
| 13 augustus Kwalificatie CHAN 2018 № 264 «onderlinge duels» 16:00 uur | Mama Seibou 89' (pen.) |       |         | Stade de l'Amitié, Cotonou Scheidsrechter: Mustapha Ghorbal (ALG) |

|                                                                       |                                  |       |       |                                                              |
| 19 augustus Kwalificatie CHAN 2018 № 265 «onderlinge duels» 16:00 uur | Nigeria                          | 2 – 0 | Benin | Sani Abachastadion, Kano Scheidsrechter: Joaquin Esono (GEQ) |
| 19 augustus Kwalificatie CHAN 2018 № 265 «onderlinge duels» 16:00 uur | Rabiu Ali 22' Kingsley Eduwo 47' |       |       | Sani Abachastadion, Kano Scheidsrechter: Joaquin Esono (GEQ) |

|                                                            |                      |       |                                   |                                                             |
| 3 september Vriendschappelijk «onderlinge duels» 16:00 uur | Equatoriaal-Guinea   | 1 – 2 | Benin                             | Estadio de Malabo, Malabo Scheidsrechter: Joaquín Elá (GEQ) |
| 3 september Vriendschappelijk «onderlinge duels» 16:00 uur | Jordan Gutiérrez 75' |       | 45' Mickaël Poté 61' Jodel Dossou | Estadio de Malabo, Malabo Scheidsrechter: Joaquín Elá (GEQ) |

|                                                                         |                                        |       |            |                                                                       |
| 12 september WAFU Nations Cup Eerste ronde «onderlinge duels» 18:00 uur | Benin                                  | 2 – 0 | Kaapverdië | Cape Coast Sportstadion, Cape Coast Scheidsrechter: Jerry Yekeh (LBR) |
| 12 september WAFU Nations Cup Eerste ronde «onderlinge duels» 18:00 uur | Ibrahim Ogoulola 63' Agnide Osseni 90' |       |            | Cape Coast Sportstadion, Cape Coast Scheidsrechter: Jerry Yekeh (LBR) |

|                                                                         |           |                   |       |                                                                         |
| 15 september WAFU Nations Cup Tweede ronde «onderlinge duels» 18:00 uur | Ivoorkust | 0 – 1             | Benin | Cape Coast Sportstadion, Cape Coast Scheidsrechter: Daniel Laryea (GHA) |
| 15 september WAFU Nations Cup Tweede ronde «onderlinge duels» 18:00 uur |           | 40' Charbel Gomez |       | Cape Coast Sportstadion, Cape Coast Scheidsrechter: Daniel Laryea (GHA) |

|                                                                         |                                                                              |       |       |                                                                           |
| 17 september WAFU Nations Cup Tweede ronde «onderlinge duels» 18:00 uur | Senegal                                                                      | 4 – 0 | Benin | Cape Coast Sportstadion, Cape Coast Scheidsrechter: Cecil Fleischer (GHA) |
| 17 september WAFU Nations Cup Tweede ronde «onderlinge duels» 18:00 uur | Moussa Djitte 29' Mohammed Kane 39' Ablaye Diene 60' (pen.) Amadu Ndiaye 85' |       |       | Cape Coast Sportstadion, Cape Coast Scheidsrechter: Cecil Fleischer (GHA) |

|                                                                         |                         |       |                                          |                                                                |
| 19 september WAFU Nations Cup Tweede ronde «onderlinge duels» 18:00 uur | Niger                   | 1 – 2 | Benin                                    | Nduom Sportstadion, Elmina Scheidsrechter: Daniel Laryea (GHA) |
| 19 september WAFU Nations Cup Tweede ronde «onderlinge duels» 18:00 uur | Adebayor Zakari Adje 4' |       | 37' Rodrigue Fassinou 87' Jules Elegbede | Nduom Sportstadion, Elmina Scheidsrechter: Daniel Laryea (GHA) |

|                                                                         |       |               |         |                                                                     |
| 21 september WAFU Nations Cup Halve finale «onderlinge duels» 15:00 uur | Benin | 0 – 1         | Nigeria | Cape Coast Sportstadion, Cape Coast Scheidsrechter: Baba Léno (GUI) |
| 21 september WAFU Nations Cup Halve finale «onderlinge duels» 15:00 uur |       | 10' Rabiu Ali |         | Cape Coast Sportstadion, Cape Coast Scheidsrechter: Baba Léno (GUI) |

|                                                                         |                                              |       |                 |                                                                             |
| 24 september WAFU Nations Cup Troostfinale «onderlinge duels» 14:00 uur | Niger                                        | 2 – 1 | Benin           | Cape Coast Sportstadion, Cape Coast Scheidsrechter: Boukari Ouedraogo (BUR) |
| 24 september WAFU Nations Cup Troostfinale «onderlinge duels» 14:00 uur | Idrissa Halidou 29' Adebayor Zakari Adje 85' |       | 90' Nabil Yarou | Cape Coast Sportstadion, Cape Coast Scheidsrechter: Boukari Ouedraogo (BUR) |

|                                                           |       |                  |       |                                                                              |
| 10 oktober Vriendschappelijk «onderlinge duels» 16:00 uur | Gabon | 0 – 1            | Benin | Stade d'Honneur Marcel Roustan, Mallemort Scheidsrechter: Ruddy Buquet (FRA) |
| 10 oktober Vriendschappelijk «onderlinge duels» 16:00 uur |       | 36' Mickaël Poté |       | Stade d'Honneur Marcel Roustan, Mallemort Scheidsrechter: Ruddy Buquet (FRA) |

|                                                           |                       |       |                  |                                                                                                  |
| 8 november Vriendschappelijk «onderlinge duels» 15:30 uur | Congo-Brazzaville     | 1 – 1 | Benin            | Stade Municipal de Kintélé, Brazzaville Toeschouwers: 1.000 Scheidsrechter: Kabanga Malala (COD) |
| 8 november Vriendschappelijk «onderlinge duels» 15:30 uur | Dylan Saint-Louis 44' |       | 45' David Djigla | Stade Municipal de Kintélé, Brazzaville Toeschouwers: 1.000 Scheidsrechter: Kabanga Malala (COD) |

|                                                            |                               |       |                  |                                                                                     |
| 12 november Vriendschappelijk «onderlinge duels» 16:00 uur | Benin                         | 1 – 1 | Tanzania         | Stade de l'Amitié, Cotonou Toeschouwers: 15.000 Scheidsrechter: Adissa Ligali (BEN) |
| 12 november Vriendschappelijk «onderlinge duels» 16:00 uur | Stéphane Sessègnon 30' (pen.) |       | 51' Elias Maguri | Stade de l'Amitié, Cotonou Toeschouwers: 15.000 Scheidsrechter: Adissa Ligali (BEN) |

### 2018
|                                                             |      |   |       |  |
| 7 september Kwalificatie AK 2019 Groep D «onderlinge duels» | Togo | – | Benin |  |
| 7 september Kwalificatie AK 2019 Groep D «onderlinge duels» |      |   |       |  |

FBF · 
Benins vrouwenelftal · Olympisch elftal
Algerije ·
Angola ·
Burkina Faso ·
Burundi ·
Congo-Brazzaville ·
Congo-Kinshasa ·
Egypte ·
Equatoriaal-Guinea ·
Ethiopië ·
Gabon ·
Gambia ·
Ghana ·
Guinee ·
Guinee-Bissau ·
Ivoorkust ·
Kameroen ·
Lesotho ·
Liberia ·
Libië ·
Madagaskar ·
Malawi ·
Mali ·
Marokko ·
Mauritanië ·
Mozambique ·
Namibië ·
Niger ·
Nigeria ·
Oeganda ·
Oman ·
Rwanda ·
Sao Tomé en Principe ·
Senegal ·
Sierra Leone ·
Soedan ·
Tanzania ·
Togo ·
Tsjaad ·
Tunesië ·
Verenigde Arabische Emiraten ·
Zambia ·
Zimbabwe ·
Zuid-Afrika ·
Zuid-Soedan
AFC-zone: Afghanistan · Australië · Bahrein · Bangladesh · Bhutan · Brunei · Cambodja · China · Chinees Taipei · Filipijnen · Guam · Hongkong · India · Indonesië · Iran · Irak · Japan · Jemen · Jordanië · Koeweit · Kirgizië · Laos · Libanon · Macau · Maleisië · Maldiven · Mongolië · Myanmar · Nepal · Noord-Korea · Oezbekistan · Oman · Oost-Timor · Pakistan · Palestina · Qatar · Saoedi-Arabië · Singapore · Sri Lanka · Syrië · Tadjikistan · Thailand · Turkmenistan · Verenigde Arabische Emiraten · Vietnam · Zuid-Korea

CAF-zone: Algerije · Angola · Benin · Botswana · Burkina Faso · Burundi · Centraal-Afrikaanse Republiek · Comoren · Congo-Brazzaville · Congo-Kinshasa · Djibouti · Egypte · Equatoriaal-Guinea · Eritrea · Ethiopië · Gabon · Gambia · Ghana · Guinee · Guinee-Bissau · Ivoorkust · Kaapverdië · Kameroen · Kenia · Lesotho · Liberia · Libië · Madagaskar · Malawi · Mali · Mauritanië · Mauritius · Marokko · Mozambique · Namibië · Niger · Nigeria · Oeganda · Rwanda · Sao Tomé en Principe · Senegal · Seychellen · Sierra Leone · Soedan · Somalië · Swaziland · Tanzania · Togo · Tsjaad · Tunesië · Zambia · Zimbabwe · Zuid-Afrika · Zuid-Soedan 

CONCACAF-zone: Amerikaanse Maagdeneilanden · Anguilla · Antigua en Barbuda · Aruba · Bahama's · Barbados · Belize · Bermuda · Britse Maagdeneilanden · Canada · Kaaimaneilanden · Costa Rica · Cuba · Curaçao · Dominica · Dominicaanse Republiek · El Salvador · Frans Guyana · Grenada · Guadeloupe · Guatemala · Guyana · Haïti · Honduras · Jamaica · Martinique · Mexico · Montserrat · 
Nicaragua · Panama · Puerto Rico · Saint Kitts en Nevis · Saint Lucia · Saint Vincent en de Grenadines · Sint Maarten · Suriname · Trinidad en Tobago · Turks- en Caicoseilanden · Verenigde Staten

CONMEBOL-zone: Argentinië · Bolivia · Brazilië · Chili · Colombia · Ecuador · Paraguay · Peru · Uruguay · Venezuela

OFC-zone: Amerikaans-Samoa · Cookeilanden · Fiji · Nieuw-Caledonië · Nieuw-Zeeland · Papoea-Nieuw-Guinea · Samoa · Salomoneilanden · Tahiti · Tonga · Vanuatu

UEFA-zone: Albanië · Andorra · Armenië · Azerbeidzjan · België · Bosnië en Herzegovina · Bulgarije · Cyprus · Denemarken · Duitsland · Engeland · Estland · Faeröer · Finland · Frankrijk · Georgië · Gibraltar · Griekenland · Hongarije · IJsland · Ierland · Israël · Italië · Kazachstan · Kosovo · Kroatië · Letland · Liechtenstein · Litouwen · Luxemburg · Macedonië · Malta · Moldavië · Montenegro · Nederland · Noord-Ierland · Noorwegen · Oekraïne · Oostenrijk · Polen · Portugal · Roemenië · Rusland · San Marino · Schotland · Servië · Slovenië · Slowakije · Spanje · Tsjechië · Turkije · Wales · Wit-Rusland · Zweden · Zwitserland